# Millennium (Yuming+Pocket Biscuitsの曲)
『Millennium』（ミレニアム）は、Yuming＋Pocket Biscuits名義で発売されたシングル。2000年1月21日に東芝EMI（現・ユニバーサル ミュージック/EMI R）からリリースされた（TOCT-4200）。

## 概要
Yuming+Pocket Biscuitsは、日本テレビ系のバラエティ番組『ウッチャンナンチャンのウリナリ!!』の企画で結成された、ユーミン（松任谷由実）とポケットビスケッツによるスペシャルユニット。
- 同番組も参加した年越し特番「いけ年こい年」の企画で、1999年12月31日のカウントダウンライヴ（『FROZEN ROSES』ツアー内、東京国際フォーラムのホールAで開催）で2000年（ミレニアム）になるのと同時に「Millennium」を生中継、生演奏で発表した。
- ポケットビスケッツとしては、最後のシングルである。またグループにとって唯一の12cmシングルであった。
- ポケビのヴォーカルのCHIAKIは過去に『松任谷由実のオールナイトニッポン』に出演したことがある。
- 現在は廃盤でアルバムに収録されたこともなく[1]、ユーミンの企画モノとしては「愛のWAVE」等と同様にやや入手が困難な状態にある。2025年3月時点では音楽配信サイトでの配信なども行われていないため、音源を入手するには中古販売やレンタルサービスを利用する必要がある。

## 収録曲
1. Millennium
2. Millennium（オリジナルカラオケ）

作詞・作曲：松任谷由実　編曲：松任谷正隆